# Мајк Д’Антони
Мајк Д’Ендру Д’Антони (енгл. Michael D'Andrew D'Antoni; Малинс, Западна Вирџинија, 8. мај 1951) бивши је италијанско-амерички кошаркаш, а садашњи кошаркашки тренер. Играо је на позицији плејмејкера.
Иако је играчку каријеру започео у НБА лиги, највећи део је провео у Европи играјући за Олимпију из Милана. Има својене две титуле Евролиге са овим клубом. Проглашен је за једног међу 50 особа које су највише допринеле успеху овог такмичења. Као тренер једно време је водио тимове у Италији да би након тога постао познати тренер у НБА лиги.

## Играчка каријера
Након што је 1973. године драфтован као 20. пик у другој рунди драфта, одиграо је три сезоне у Кингсима. Након тога се сели у другоразредну АБА лигу, да би се још једну сезону вратио у НБА играјући за Сан Антонио. С обзиром да је пореклом италијан 1977. године сели се у Италију где је почео да игра за Олимпију Милано. У овом тиму ће провести пуних 13. сезона. Са Миланом је поред 5 титула првака Италије и два домаћа купа, освојио и две Евролиге као и један Куп Радивоја Кораћа. С обзиром да има италијанско порекло 1989. године је изабран да игра за репрезентацију Италије.

## Тренерска каријера
Одмах након престанка играчке, започео је тренерску каријеру и то у Милану. 1992. године је водио тим до финалног турнира Еволиге, да би 1993. године освојили и Куп Радивоја Кораћа. 1994 године прелази у конкурентски Бенетон који је тренирао наредне три сезоне. Са Бенетоном осваја Куп Сапорта 1995. године.

### НБА
1997. године почиње да ради у Денверу, да би већ годину дана касније постао први тренер овог тима. Након тога био је скаут у тиму Сан Антонија, да би у сезони 2000/01. био помоћни тренер у Портланду.
После једногодишњег тренирања Бенетона, 2002. године се враћа у НБА, овога пута као асистент у тиму Финикса. Ипак у току сезоне постаје главни тренер. 2004. године Мајк доводи Стива Неша и наконтога креће ера веома добре игре Финикса. Финикс стиже до најбољег скора у лиги од 62 победе и 20 пораза, а Мајк заслужује награду за најбољег тренера НБА лиге за сезону 2004/05. Сваке сезоне Финикс је стозао до поодмакле фазе плеј-офа, али никако до финала. Након испадања од Спарса 2008. године Мајк напушта Финикс и прелази у Њујорк.
Маја 2008. добија понуду Њујорк никса, за који потписује четворогодишњи уговор од 24 милиона долара. После две разочаравајуће сезоне Мајк предводи тим Никса са Стодемајером и Ентонијем до плеј-офа. 14. марта 2012. Мајк напушта клупу Никса, а наслеђује га до тада помоћни тренер Мајк Вудсон.
Новембра 2012. године Мајк постаје први тренер Лејкерса. У Лејкерсима је провео две сезоне али без значајнијег успеха. Прво је имао доста повреда међу главним играчима. А након тога није успео да уклопи новопридошлог центра Двајта Хауарда у тим, иако су очекивања била велика. После веома разочаравајуће сезоне 2014. године са само 27 победа и 55 пораза, Мајк одлучује да да оставку.

### НБА тренерска статистика
| Тим            | Година   | У   | ПОБ | ПОР | УС%  | Пласман                    | ПУ | ППОБ | ППОР | ПУС% | Пласман у плеј-офу                 |
| -------------- | -------- | --- | --- | --- | ---- | -------------------------- | -- | ---- | ---- | ---- | ---------------------------------- |
| Денвер         | 1998/99. | 50  | 14  | 36  | .280 | 6. у Средњ. западној конф. | —  | —    | —    | —    | Пропуштен                          |
| Финикс         | 2003/04. | 61  | 21  | 40  | .344 | 6. у Пацифик конф.         | —  | —    | —    | —    | Пропуштен                          |
| Финикс         | 2004/05. | 82  | 62  | 20  | .756 | 1. у Пацифик конф.         | 15 | 9    | 6    | .600 | Изгубили у финалу конференције     |
| Финикс         | 2005/06. | 82  | 54  | 28  | .659 | 1. у Пацифик конф.         | 20 | 10   | 10   | .500 | Изгубили у финалу конференције     |
| Финикс         | 2006/07. | 82  | 61  | 21  | .744 | 1. у Пацифик конф.         | 11 | 6    | 5    | .545 | Изгубили у полуфиналу конференције |
| Финикс         | 2007/08. | 82  | 55  | 27  | .671 | 2. у Пацифик конф.         | 5  | 1    | 4    | .200 | Изгубили у првој рунди             |
| Њујорк         | 2008/09. | 82  | 32  | 50  | .390 | 5. у Атлантик конф.        | —  | —    | —    | —    | Пропуштен                          |
| Њујорк         | 2009/10. | 82  | 29  | 53  | .354 | 3. у Атлантик конф.        | —  | —    | —    | —    | Пропуштен                          |
| Њујорк         | 2010/11. | 82  | 42  | 40  | .512 | 2. у Атлантик конф.        | 4  | 0    | 4    | .000 | Изгубили у првој рунди             |
| Њујорк         | 2011/12. | 42  | 18  | 24  | .429 | (resigned)                 | —  | —    | —    | —    | —                                  |
| Л. А. Лејкерси | 2012/13. | 72  | 40  | 32  | .556 | 3. у Пацифик конф.         | 4  | 0    | 4    | .000 | Изгубили у првој рунди             |
| Л. А. Лејкерси | 2013/14. | 82  | 27  | 55  | .329 | 5. у Пацифик конф.         | —  | —    | —    | —    | Пропуштен                          |
| Ќаријера'      |          | 881 | 455 | 426 | .516 |                            | 59 | 26   | 33   | .441 |                                    |

## Остало
Ожењен је са Лаурел и има једног сина који се такође зове Мајк. Живе на Менхетн Бичу у Калифорнији.